# ハーミド・カルザイ
ハーミド・カルザイ（パシュトー語: حامد کرزی、Hāmid Karzai、1957年12月24日 ‐ ）は、アフガニスタンの政治家。アフガニスタン・イスラム共和国大統領（初代）。アフガニスタン暫定行政機構議長、アフガニスタン・イスラム移行政権大統領を歴任した。カンダハール州カルツ出身のパシュトゥーン人。

## 略歴
- 1957年12月24日：出生。
- 1973年：王政打倒クーデターによる混乱に伴いインドへ出国。
- 1979年：ヒマーチャル大学（ヒマーチャル・プラデーシュ州シムラー）で政治学・歴史学専攻。
- 1985年：リール大学（フランス）でジャーナリズム専攻。

1970年代末にパキスタンに移り、ムジャーヒディーンと接触し始めた。この頃、兄を頼って、一時渡米している。なお、アフガニスタン領内で直接戦闘に参加したことはない。
1982年、シブガトゥッラー・ムジャッディディーが率いるアフガニスタン救国民族戦線に加わり、その報道官となった。1987年、戦線の政治部長。
1992年のブルハーヌッディーン・ラッバーニー政権で外務次官に就任。1994年、ラッバーニー政権から離脱。
ターリバーン政権で誕生当初は同じパシュトゥーン人勢力として支持し、1996年、ターリバーンの駐国連代表に任命された。しかし、次第にターリバーンにパキスタンやアラブ諸国の影響力が強まったため、反ターリバーンに転じた。父親がターリバーンに殺害されている。
2001年9月11日の「アメリカ同時多発テロ事件」以降、アフガニスタンにおけるアメリカ合衆国の協力者として、実行犯を匿うターリバーン政権の打倒に活躍した。
12月22日に、アフガニスタン暫定行政機構の議長に就任し、2002年6月19日にはアフガニスタン・イスラム移行政権の大統領に就任。2003年2月には来日し、小泉純一郎首相らと会談を行ったほか、日本外国特派員協会で記者会見を行った。
2004年10月の直接選挙へ出馬して当選し、同年12月7日に正式な大統領に就任した。就任式にはアフガニスタン最後の国王でカルザイから「国父」（ババ＝エ＝ミラート）の称号が与えられたザーヒル・シャーが立ち会った。2009年11月再選され政権は2期目になり、カルザイは汚職の撲滅を訴えた。

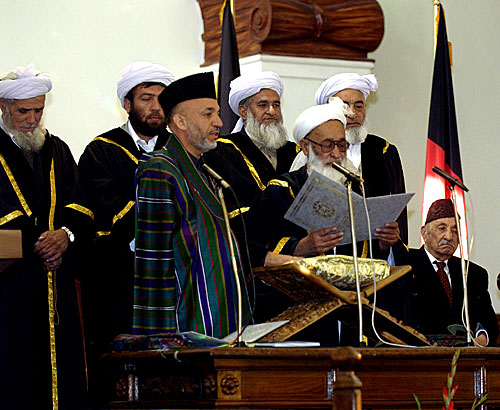
大統領就任式に臨むカルザイ、隣はザーヒル・シャー元国王（2004年）

2011年8月11日、憲法規定に伴い、2014年に行われる次期大統領選（3期目）に出馬しない意向を表明した。
2019年には当年度行われるアフガニスタン大統領選挙で、アシュラフ・ガニー大統領の再選を阻止を目指す活動を行ったが、ガニーが再選された。
2021年8月15日にターリバーンがアフガニスタンのほぼ全土を制圧した以降も国内に残り、ターリバーン側との協議に参加した。同年12月にCNNの単独インタビューに応じ、国際社会に対しターリバーンとの対話を呼びかけ、2022年6月11日に日本のメディアでは初となる朝日新聞との単独会見でターリバーン政権に対して女子教育の再開を働きかけていることを明らかにしたほか、2023年11月22日には共同通信社の単独会見にてターリバーン政権の崩壊や分裂は望まないとして存続を容認せざるを得ないとの認識を明らかにしている。外国渡航の禁止など行動に制約を受けながらもアフガニスタン国内に残って自身と同じパシュトゥーン人とターリバーン政権との対話の窓口を務めており、一定の影響力を保持しているとされている。

## 外国との関係

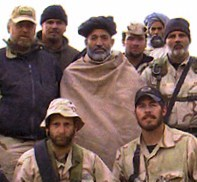
カルザイとアメリカ陸軍特殊部隊群

アメリカの大手石油会社ユノカルで取締役をしていたことがあると報道されている。その会社はカルザイの在任中にアフガニスタンにインド洋とカスピ海の油田を結ぶパイプラインの建設を行っていた。親米派とされることが多いものの、中国とロシアが主導する上海協力機構への加盟にも働きかけた。
2002年1月に日本を初訪問し、東京で開かれたアフガニスタン復興支援会議に出席した。2003年、2006年、2010年、2012年にも訪日した。このうち2010年6月16日から20日にかけての訪日では、17日に天皇と会見し、19日に広島平和記念公園にある原爆死没者慰霊碑に献花した。

## カルザイ氏族

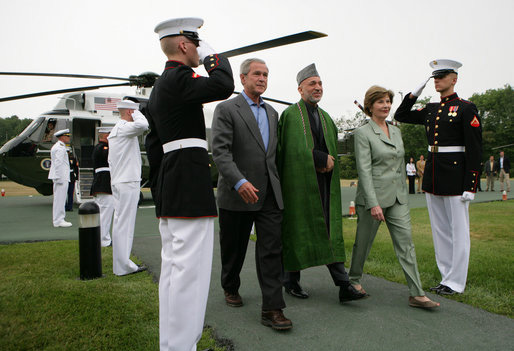
ジョージ・W・ブッシュ、ローラ・ブッシュと共に

ハーミド・カルザイは、1957年12月24日、ウルーズガーン州に生まれた。アフガン国内多数派であるパシュトゥーン人の2大部族連合の内、南部を基盤とするドゥッラーニー部族連合、ポーパルザイ部族の名門カルザイ氏族の出身。カルザイ氏族は、18世紀にドゥッラーニー朝の創始者アフマド・シャー・ドゥッラーニーを王位に推戴した氏族の1つで、全ポーパルザイ部族（約50万人）の指導氏族と考えられている。
弟のアフマド・ワリー・カルザイ（Ahmed Wali Karzai）は、カンダハール州の州議会議長を務める政治家で、同州の商業・政治上の取引を支配している実力者とされていたが、2011年7月12日に自宅で警護官によって殺害された。アフマド・ワリーについては、CIAの協力者として同局から俸給を得ていたとする報道があるほか、米国寄りの政策を行う見返りに国内の麻薬市場を牛耳っているという疑惑もあり、田中龍作からは「アフガンを暗黒大陸たらしめている麻薬の密売王」と批判されていた。
父のアブドゥルアハド・カルザイ（1925年 - 1999年）は、ポーパルザイ部族長、代議員、ザーヒル・シャー国王の側近であり、憲法の起草にも参加した。1999年7月、ターリバーンにより暗殺。実兄のマフムード・カルザイは実業家で米国在住。
叔父のハーン・モハマッド・カルザイは、現在、ポーパルザイ部族長を務めている。従兄弟のハビーブッラー・カルザイは、王政時代、外交官を務め、現在、クエッタのアフガン人移民の指導者の1人。

## 家族

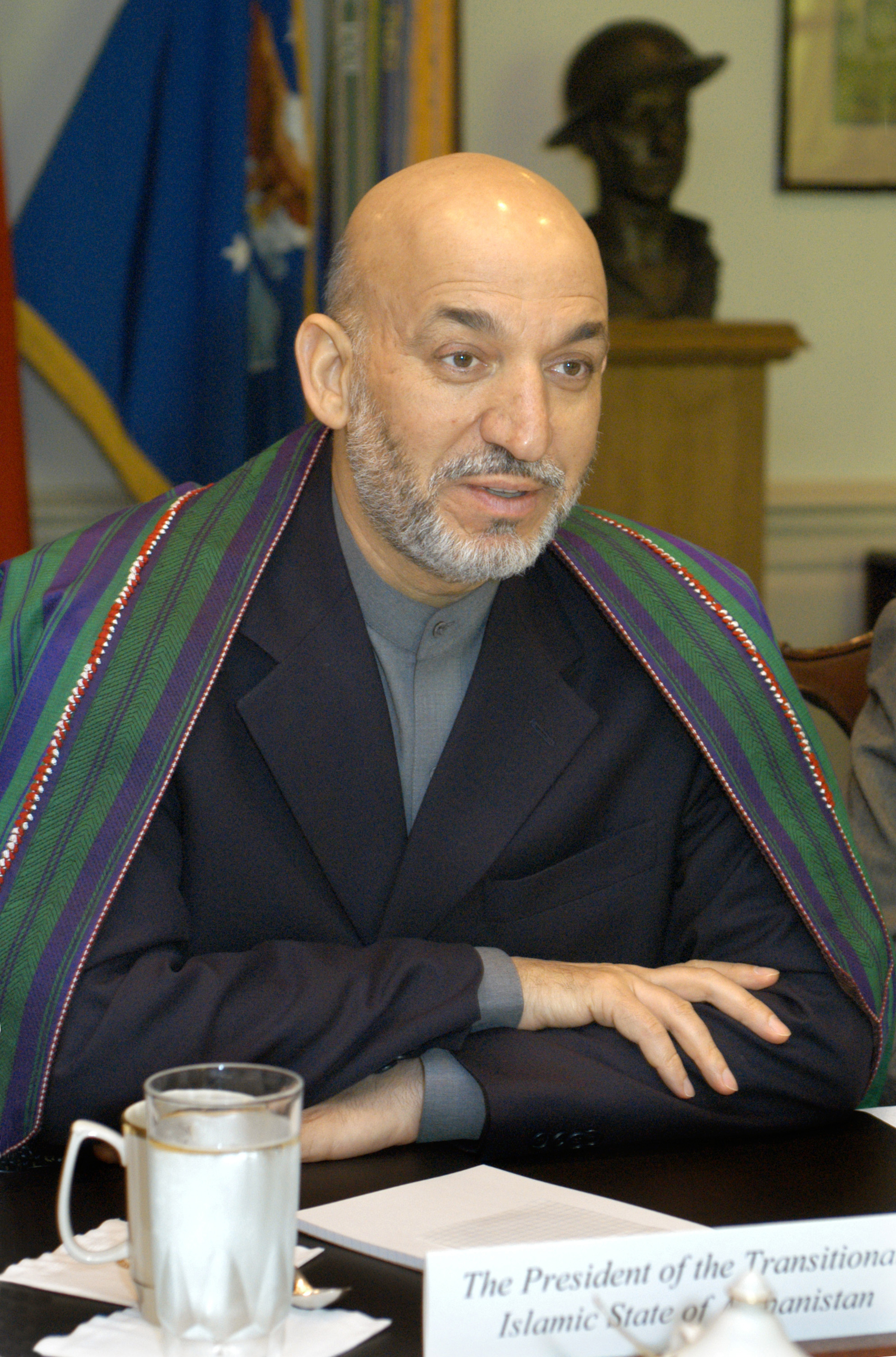
2004年、移行政権期のカルザイ

既婚。妻ズィーナトとの間には長らく子供がいなかったが、2007年1月に息子が誕生した。

## 叙勲歴
イギリスの聖マイケル・聖ジョージ勲章を授与されているが、外国人であるためサーと呼ばれない。